# Přesnost provozu
Přesnost provozu je v dopravě, zejména v drážní dopravě a v linkové silniční dopravě, ale i v pravidelné letecké, vodní nebo jiné dopravě, pojem vyjadřující míru dodržování jízdního řádu. Odchylka od plánovaného času se měří vždy v bodě, ve kterém je jízdním řádem určen čas příjezdu, odjezdu nebo průjezdu (tzv. pravidelný odjezd, pravidelný příjezd).
Zpoždění je doba mezi plánovanou jízdou spoje a jeho skutečnou jízdou. Zpoždění nastává tehdy, když skutečný čas příjezdu, odjezdu nebo průjezdu nastane později, než bylo plánováno.
Náskok (zejména v městské hromadné dopravě se užívá i termín nadjetí jízdního řádu) je v dopravě doba mezi skutečnou jízdou spoje a plánovaným časem podle jízdního řádu. Náskok nastává tehdy, když skutečný čas příjezdu, odjezdu nebo průjezdu nastane dříve, než bylo plánováno.

## Evidence

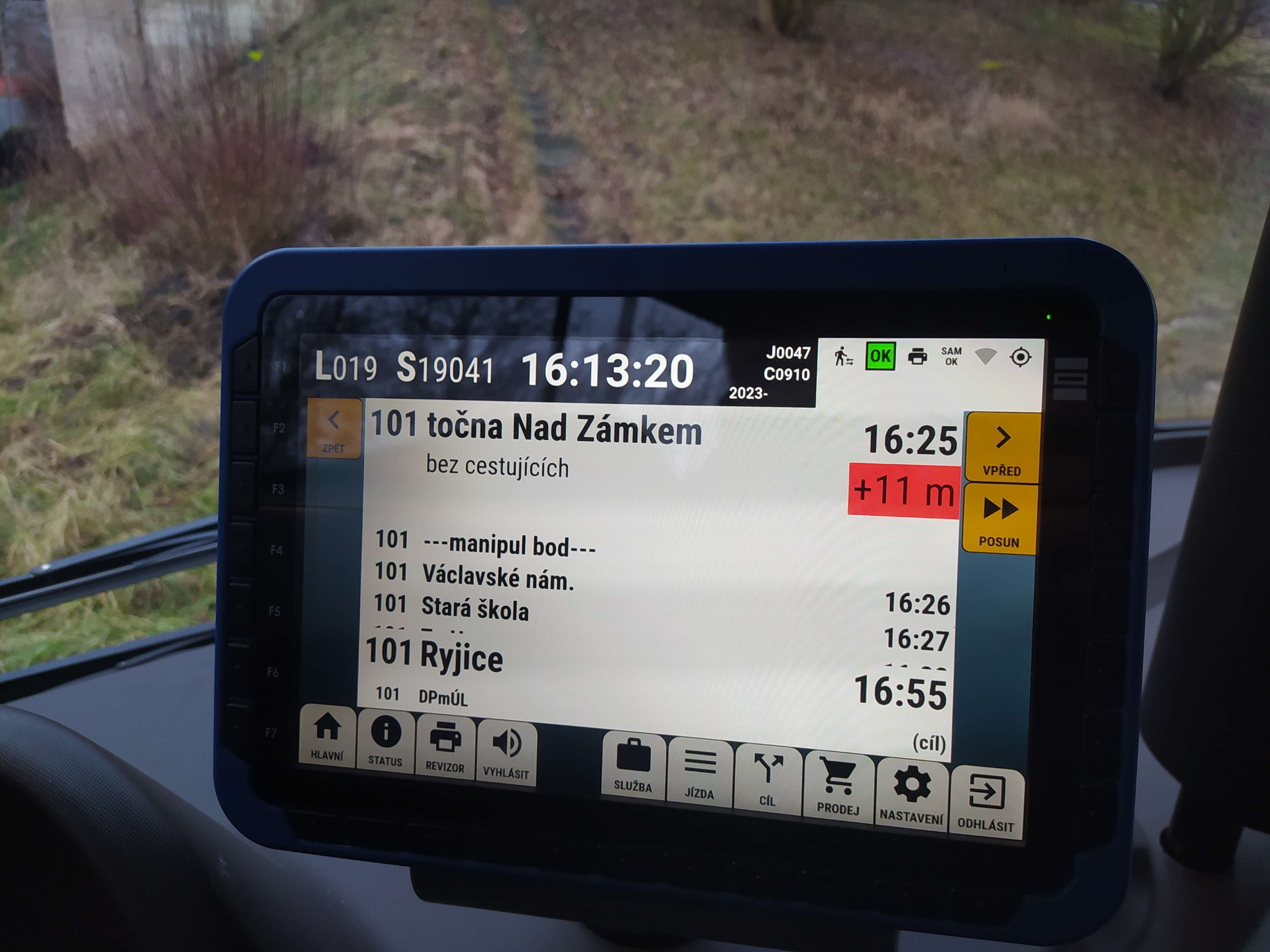
DPMÚL používá kladné znaménko pro zobrazení náskoku a záporné znaménko pro zpoždění

V dokumentaci, ve které se zaznamenává práce nějakého dopravního systému, se zpoždění nebo náskok zpravidla udává v minutách, ale u některých systémů s krátkými intervaly mezi spoji se může zpoždění udávat např. i v sekundách.
Pro odlišení toho, zda uváděná odchylka znamená zpoždění či náskok, se před hodnotu této odchylky dává znaménko „+“ nebo „−“. Obvykle se pro zpoždění používá kladné znaménko a pro náskok záporné.

## Informace
V železničních stanicích bývá zpoždění oznamováno hlášením nádražního rozhlasu a bývá zobrazováno na proměnných informačních tabulích ve stanici. Podobný informační systém funguje i na některých autobusových nádražích, avšak protože pravidelnost provozu autobusů není centrálně sledována a evidována, informace o zpoždění se objevuje jen zcela výjimečně.
České dráhy poskytují na svých webových stránkách, prostřednictvím Celostátního informačního systému o jízdních řádech i prostřednictvím některých operátorů mobilních telefonů on-line informace o aktuální pozici vlaku na hlavních tratích. Podobné služby fungují i v některých jiných zemích a jiných dopravních systémech.
V Praze je plně sledována pravidelnost provozu tramvají systémem DORIS. Podobné systémy jsou zkoušeny nebo provozovány i v provozu autobusů některých dopravních systémů i v městské dopravě mnoha dalších, zejména velkých měst. 22. dubna 2009 byl v rámci Pražské integrované dopravy spuštěn veřejný zkušební provoz webové informační služby systému MPV (Monitorování polohy vozidel), zatím zahrnující asi 250 vozidel 4 dopravců (ČSAD Polkost, Martin Uher, Spojbus a Veolia Transport Praha). Systém byl vyvíjen od roku 2004. Do konce roku 2009 měl zahrnout všechny dopravce PID, avšak ještě v roce 2012 nebyla ze strany Dopravního podniku hlavního města Prahy vůle k uvolnění dat pro veřejnost, systém tak stále pokrývá jen 4 menší dopravce.
V IDS Jihomoravského kraje byla v září 2009 zprovozněna služba informací o odjezdech z konkrétní zastávky pomocí WAPu nebo webu, přičemž jsou využity nejen jízdní řády, ale i aktuální informace o skutečné poloze vozidla. Pilotně byla podobná služba zavedena u pražských tramvají od 1. listopadu 2006, avšak pouze pro služební potřebu, pro vybraných 38 zastávek byla dne 22. září 2007 u příležitosti dne otevřených dveří služba zpřístupněna i pro veřejnost. IDS JMK na svém webu uvádí, že jeho služba, spuštěná v září 2009, je první tohoto druhu v České republice.

## Přesná jízda a tolerance
Pokud náskok (nadjetí) nebo zpoždění nevybočuje z tolerance jízdy (povolené časové odchylky), která může být stanovená provozními předpisy, případně právním předpisem, jinými přepravními podmínkami nebo metodikou stanovenou jednoúčelově pro konkrétní způsob vyhodnocování, považuje se taková jízda za přesnou.
Například Dopravní podnik hl. m. Prahy měl ještě v roce 1998 v provozních předpisech (dopravní a návěstní předpisy pro tramvaje a pro autobusy) v definici přesné jízdy stanovenou toleranci ± 2 minuty, později byla v rámci zvýšení požadavků na kvalitu dopravy tolerance nadjetí zrušena a připuštěno v praxi pouze zpoždění do 179 sekund (tedy fakticky tří minut, při ručních zápisech odjezdů zaokrouhleně na celé minuty dolů to odpovídá dřívější toleranci + 2 minuty).

## Zpoždění

### Zpoždění v železniční dopravě
Příčin zpoždění v železniční dopravě může být řada, mezi nejběžnější patří tyto:
- stavební práce (snížená rychlost v úseku se stavebními pracemi, snížení propustné výkonnosti v úseku s výlukou aj.)
- závada vozidla (hnacího či taženého)
- závada na železniční infrastruktuře (závady železničního spodku či svršku, poruchy zabezpečovacího zařízení)
- nehody (vykolejení železničních vozidel, nehody na přejezdech aj.)
- nepřízeň počasí (zavátí tratě, spadané stromy či sloupy v důsledku vichřice; často se jedná o výše uvedenou závadu na železniční infrastruktuře, která byla způsobena povětrnostními vlivy)
- zvýšený počet cestujících či překládka zavazadel či jízdních kol
- pozdní nástup nebo indispozice personálu

V hlášeních pro cestující bývají jako důvod zpoždění udávány i následující případy:
- čekání na přípojný vlak
- zpožděné převzetí vlaku ze železnice sousedního státu

Tyto dva důvody však nelze považovat za primární příčinu zpoždění, neboť zpoždění už vzniklo u vlaku, na který se čeká (1. důvod) nebo na sousední železnici (2. důvod). Příčinu zpoždění tedy musíme hledat tam.
Další časté hlášení je, že vlak je opožděn "z provozních důvodů provozovatele dráhy", kterými se myslí například křižování vlaků na jednokolejné trati.

### Povinnosti dopravce při zpoždění

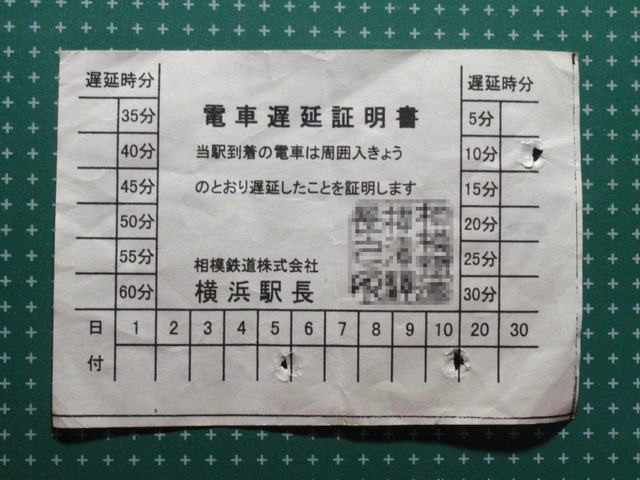
Potvrzení o zpoždění na japonské železnici

Podle § 14 odst. 1 písm. d) české vyhlášky 175/2000 Sb., o přepravním řádu pro veřejnou drážní a silniční osobní dopravu, je dopravce povinen zajistit oznamování o zpoždění spoje, a to ve vozidle a ve stanici, jsou-li vybaveny informačním zařízením pro cestující, je-li zpoždění 10 minut a více oproti jízdnímu řádu; to neplatí pro městskou hromadnou dopravu.
Na požádání cestujícího je dopravce v pravidelné drážní nebo silniční linkové dopravě podle § 14 odst. 1 písm. e) české vyhlášky 175/2000 Sb. také povinen vydat písemné potvrzení o omezení nebo zastavení dopravy, vynechání spoje nebo době jeho zpoždění (takzvanou zpožděnku). Toto potvrzení se vydává na místech, která dopravce určí ve smluvních přepravních podmínkách. V tomto ustanovení není stanovena minimální velikost zpoždění. I z této povinnosti jsou však vyjmuty všechny formy městské hromadné dopravy.
Do roku 2000 platila podle § 20 odst. 2 vyhlášky 127/1964 Sb., o městském přepravním řádu, povinnost dopravce vydat na žádost cestujícího „zpožděnku“ i pro dopravce v městské hromadné dopravě, a to v případě přerušení provozu na dobu delší než 15 minut. Silniční přepravní řád 133/1964 Sb., který se vztahoval mimo jiné na ne-městskou autobusovou dopravu, stanovoval povinnost vydání zpožděnky v § 21 odst. 2 v případě přerušení jízdy nebo zpoždění delších než 15 minut. Vyhláška č. 71/1999 Sb., o přepravním řádu pro silniční dopravu osob, která se vztahovala na městskou i meziměstskou autobusovou dopravu, stanovila v § 20 odst. 1 písm. d) povinnost dopravy vydat na požádání potvrzení o přerušení dopravy nebo délce zpoždění bez ohledu na délku zpoždění.
Někteří dopravci v případě zpoždění v omezené míře zajišťují návaznost zdržením navazujících spojů v přestupní stanici; toto vyčkávání bývá stanoveno jízdním řádem, smluvními přepravními podmínkami, vnitřním předpisem nebo podobným způsobem. Zpoždění v České republice nezakládá nárok cestujícího na náhradou škody, ale v železniční dopravě může ztráta přípoje opravňovat například nárok na bezplatnou přepravu zpět do výchozí zastávky a vrácení celého jízdného, případně vrácení jízdného za neprojetý úsek cesty.

## Náskok (nadjetí)
Náskok (nadjetí) při odjezdu spoje pravidelné (včetně linkové) veřejné osobní dopravy ze zastávky určené i pro nástup je jednoznačně negativní jev, protože může znemožnit cestujícímu využití spoje, i když se dostaví do stanice nebo zastávky před plánovaným okamžikem odjezdu.
Náskok při odjezdu z jiného místa nebo při příjezdech nebo průjezdech není zpravidla problémem z hlediska kvality přepravy a plnění přepravní smlouvy. Může však být problémem z hlediska organizace dopravy, nepříznivý vliv náskoku narůstá se složitostí příslušného dopravního systému a s rostoucí vzájemnou interakcí jednotlivých spojů, zejména v železniční dopravě. Pokud není systém řízení železniční dopravy dostatečně kvalitní a negativní vlivy náskoku nejsou řídícími pracovníky eliminovány, může vlak jedoucí s náskokem způsobit zpoždění jiného vlaku.
V nákladní dopravě nemusí být náskok velkým problémem, ovšem stále roste poptávka po zásobování v režimu just-in-time, tj. právě včas, což znamená, že nežádoucí je jak zpoždění, tak náskok. V železničních systémech nepracujících v režimu just-in-time může být náskok akceptovatelný v případě, že náskokem nedojde k negativnímu vlivu na jízdu dalších vlaků a bude dodržen plánovaný přechod zásilek mezi vlaky.